# Saidha
Saidha (nep. सैधा) – gaun wikas samiti w zachodniej części Nepalu w strefie Rapti w dystrykcie Dang Deokhuri. Według nepalskiego spisu powszechnego z 2001 roku liczył on 1250 gospodarstw domowych i 6551 mieszkańców (3389 kobiet i 3162 mężczyzn).